# Погар Сергій Іванович
Сергій Іванович Погар (1993 — 12 липня 2022, біля м. Бахмут, Донецька область, Україна) — український військовослужбовець, солдат Збройних сил України, учасник російсько-української війни.

## Життєпис
Сергій Погар народився 1993 року.
Загинув 12 липня 2022 року біля м. Бахмута, що на Донеччині.
Похований 17 липня 2022 року у с. Чернелів-Руський Тернопільського району.

## Нагороди
- орден «За мужність» III ступеня (12 серпня 2022, посмертно) — за особисту мужність і самовіддані дії, виявлені у захисті державного суверенітету та територіальної цілісності України, вірність військовій присязі[1].